# Starowa Góra
Starowa Góra (prononciation [staˈrɔva ˈɡura]) est un village de la gmina de Rzgów, du powiat de Łódź-est, dans la voïvodie de Łódź, situé dans le centre de la Pologne.
Il se situe à environ 5 kilomètres au nord de Rzgów (siège de la gmina) et 10 kilomètres au sud de Łódź (siège du powiat et capitale de la voïvodie).
Sa population s'élevait approximativement à 2 300 habitants en 2009.

## Administration
De 1975 à 1998, le village était attaché administrativement à l'ancienne voïvodie de Łódź.

Depuis 1999, il fait partie de la nouvelle voïvodie de Łódź.